# 奧本 (北卡羅萊納州)
奧本（英語：Auburn）是位於美國北卡羅萊納州韋克縣的非建制地區。

## 地理
奧本所處的海拔為高於海平面103米（即338英呎），而該地所採用的時區為UTC-5，即北美东部时区（EST）。同時該地設有夏令時間，為UTC-5調快一小時，即UTC-4（EDT）。